# Ліскі (Елцький повіт)
Ліскі (пол. Liski, нім. Lisken) — село в Польщі, у гміні Старі Юхи Елцького повіту Вармінсько-Мазурського воєводства.
Населення — 115 осіб (2011).
У 1975-1998 роках село належало до Сувальського воєводства.

## Демографія
Демографічна структура станом на 31 березня 2011 року:
|          | Загалом | Допрацездатний вік | Працездатний вік | Постпрацездатний вік |
| -------- | ------- | ------------------ | ---------------- | -------------------- |
| Чоловіки | 64      | 17                 | 38               | 9                    |
| Жінки    | 51      | 7                  | 27               | 17                   |
| Разом    | 115     | 24                 | 65               | 26                   |